# Мадызавр
Мадызавр (лат. Madysaurus sharovi) — вид цинодонтов из монотипического семейства Madysauridae, живших во времена триасового периода (242—228 млн лет назад) на территории современного Кыргызстана.
Описан Леонидом Петровичем Татариновым в 2005 году на основе частичного скелета PIN 2584/11. Видовое название дано в честь советского палеонтолога Александра Григорьевича Шарова.